# Finally It's Christmas
Finally It's Christmas è un album in studio natalizio del gruppo musicale statunitense Hanson, pubblicato nel 2017.

## Tracce
1. Finally It's Christmas – 3:45
2. Wonderful Christmas Time – 3:12
3. Rudolph the Red-Nosed Reindeer – 0:28
4. 'Til New Year's Night – 3:24
5. Please Come Home – 3:27
6. Someday at Christmas – 2:48
7. Joy to the Mountain – 2:40
8. Jingle Bells – 0:20
9. Happy Christmas – 1:37
10. All I Want for Christmas – 3:29
11. Winter Wonderland – 2:39
12. Blue Christmas – 2:58
13. Peace on Earth – 3:27
14. Have Yourself a Merry Little Christmas – 2:42

## Classifiche
| Classifica (2017) | Posizione massima |
| ----------------- | ----------------- |
| Stati Uniti       | 81                |